# Clerks II
Clerks II är en amerikansk långfilm från 2006 i regi av Kevin Smith, med Brian O'Halloran, Jeff Anderson, Jason Mewes och Kevin Smith i rollerna. Filmen är en uppföljare till Kevin Smiths debutfilm Clerks från 1994.

## Rollista
| Brian O'Halloran    | – Dante        |
| Jeff Anderson       | – Randal       |
| Jason Mewes         | – Jay          |
| Kevin Smith         | – Silent Bob   |
| Rosario Dawson      | – Becky Scott  |
| Trevor Fehrman      | – Elias Grover |
| Jennifer Schwalbach | – Emma Bunting |
| Jason Lee           | – Lance Dowds  |